# Калуш – Тисауйварош (етиленопровід)
Калуш – Тисауйварош (етиленопровід) – продуктопровід, що пов’язує кілька підприємств нафтохімічної галузі України та Угорщини.
З середини 1970-х років на промисловому майданчику в Калуші діяло виробництво мономеру вінілхлориду, виробничий процес якого потребував хлору (отримували з калійних солей Передкарпатського басейну) та етилену. Останній з 1974-го імпортували з угорського хімічного комбінату TVK в Тисауйвароші (північний схід країни). Для цього проклали етиленопровід довжиною 120 км по угорській та 205 км по українській території. Виконаний в діаметрі 325 мм, він міг забезпечувати транспортування до 300 тисяч тонн етилену на рік (втім, фактично досягнута максимальна потужність становить лише 130 тисяч тонн).
В 1986-му у Калуші запустили власну установку піролізу, котра почала виробляти етилен в обсягах більших за потреби лінії вінілхлориду. Як наслідок, імпорт сировини з Угорщини припинився та почались поставки етилену у реверсному напрямку. Через певний час споживачем міг вже бути не лише TVK – від Тисауйвароша проклали трубопровід довжиною 50 км далі на захід до Казінцбарциці, де розташоване хімічне виробництво BorsodChem (спеціалізується на виготовленні ізоціанатів, полівінілхлориду та вінілу).
Враховуючи запуск у 1997-му в Калуші власного виробництва поліетилену, а також нестабільну роботу українського підприємства, в наступні роки масштабне транспортування етилену по продуктопроводу припинилось. Можливо також відзначити, що на початку 21 століття угорський виробничий майданчик в Тисауйвароші був значно підсилений новими власними потужностями з випуску олефінів.